# Apamea boopis
Apamea boopis là một loài bướm đêm trong họ Noctuidae.